# Dolbina paraexacta
Dolbina paraexacta là một loài bướm đêm thuộc họ Sphingidae. Loài này có ở Trung Quốc.